# Parafia Wniebowzięcia Najświętszej Maryi Panny w Stobrawie
Parafia Wniebowzięcia Najświętszej Maryi Panny w Stobrawie – znajduje się w dekanacie Brzeg północ w archidiecezji wrocławskiej. Erygowana w 1972 roku.
Obsługiwana przez księży archidiecezjalnych. Jej proboszczem jest ks. mgr Bogusław Kapica.

## Parafialne księgi metrykalne
| Księgi metrykalne | Okres ewidencji |
| ----------------- | --------------- |
| chrztów           | 1946 -          |
| ślubów            | 1946 -          |
| zgonów            | 1946 -          |